# Stefan Kopecki
Stefan Edward Kopecki (ur. 10 marca 1895 we Lwowie, zm. wiosną 1940 w Charkowie) – major artylerii Wojska Polskiego, kawaler Orderu Virtuti Militari, ofiara zbrodni katyńskiej.

## Życiorys
Syn Władysława (1860–1923) i Idy z domu Turnau (1875–1955). Miał brata Adama Edwarda (1898–1940), ppor. Wojska Polskiego, który również został osadzony przez NKWD w Starobielsku i zamordowany w Charkowie.
W 1913 roku ukończył Gimnazjum oo. Jezuitów w Chyrowie. W czasie I wojny światowej walczył w szeregach pułku armat polowych nr 29.
W 1918 roku wstąpił do Wojska Polskiego. Został przydzielony do 1 pułku artylerii polowej, w którego szeregach uczestniczył w wojnie polsko-ukraińskiej (w tym w walkach w obronie miasta Lwowa) i wojnie polsko-bolszewickiej 1918–1920. Za bohaterstwo, w której został odznaczony Krzyżem Srebrnym Orderu Virtuti Militari.
Po zakończeniu działań wojennych pozostał w wojsku został zweryfikowany do stopnia kapitana ze starszeństwem z dniem 1 czerwca 1919 roku. Od 1923 roku służył w 23 pułku artylerii polowej, pełniąc obowiązki dowódcy II dywizjonu. W sierpniu 1925 roku został przeniesiony do 24 pułku artylerii polowej w Jarosławiu na stanowisko pełniącego obowiązki kwatermistrza. W 1927 został awansowany do stopnia majora ze starszeństwem z dniem 1 stycznia 1927 roku w korpusie oficerów artylerii. W 1928 roku był dowódcą II dywizjonu. W marcu 1932 roku został przesunięty na stanowisko kwatermistrza pułku. W kwietniu 1935 roku został przesunięty na stanowisko dowódcy dywizjonu. W 1938 roku został przeniesiony na stanowisko Rejonowego Inspektorat Koni w Samborze. Zajmował się rejestracją koni, które w razie wybuchu wojny miały zostać skonfiskowane na potrzeby wojska.
W czasie kampanii wrześniowej 8 września 1939 roku, gdy Niemcy zaczęli bombardować Sambor, ewakuował się wraz z rodziną w kierunku wschodnim. Po agresji ZSRR na Polskę wzięty do niewoli sowieckiej w Stanisławowie. Był przetrzymywany w obozie w Starobielsku. Stamtąd nadsyłał korespondencję do bliskich, w której poinformował m.in. że wraz z nim w obozie był przetrzymywany jego młodszy brat Adam (podporucznik). Według powojennej relacji jego kolegi, Kazimierza Plisowskiego, Stefan Kopecki został wywieziony z obozu po 13 kwietnia 1940 roku. Wówczas wraz z innymi jeńcami został przewieziony do Charkowa i rozstrzelany przez funkcjonariuszy Obwodowego Zarządu NKWD w Charkowie oraz pracowników NKWD przybyłych z Moskwy na mocy decyzji Biura Politycznego KC WKP(b) z 5 marca 1940 roku. Pogrzebano go potajemnie w bezimiennej mogile zbiorowej w Piatichatkach, gdzie od 17 czerwca 2000 roku mieści się oficjalnie Cmentarz Ofiar Totalitaryzmu w Charkowie. Figuruje na Liście Starobielskiej NKWD pod poz. 1507.
Stefan Kopecki był żonaty z Marią (1898–1984), miał córkę Marię (po mężu Hernas).

## Ordery i odznaczenia
- Krzyż Srebrny Orderu Wojskowego Virtuti Militari nr 5896
- Krzyż Walecznych (czterokrotnie: po raz pierwszy w 1921[7])
- Złoty Krzyż Zasługi[5]
- Medal Pamiątkowy za Wojnę 1918–1921[5]
- Medal Dziesięciolecia Odzyskanej Niepodległości[5]
- Krzyż Obrony Lwowa
- Odznaka Honorowa „Orlęta”
- Medal 10 Rocznicy Wojny Niepodległościowej (Łotwa)[8]

## Upamiętnienie
Stefan Kopecki został symbolicznie upamiętniony na grobowcu swojej żony na Cmentarzu Rakowickim w Krakowie (kwatera LXVIII-7-9).
5 października 2007 roku minister obrony narodowej Aleksander Szczygło mianował go pośmiertnie na stopień podpułkownika. Awans został ogłoszony 9 listopada 2007 roku w Warszawie, w trakcie uroczystości „Katyń Pamiętamy – Uczcijmy Pamięć Bohaterów”.
W ramach akcji „Katyń... pamiętamy" / „Katyń... Ocalić od zapomnienia” obaj bracia Adam i Stefan Kopeccy zostali uhonorowani poprzez zasadzenie Dębów Pamięci przy Szkole Podstawowej im. bł. ks. Jana Balickiego w Morawsku.